# Дачное (Васильковский район)
Дачное (укр. Дачне) — село,
Николаевский сельский совет,
Васильковский район,
Днепропетровская область,
Украина.
Код КОАТУУ — 1220786603. Население по переписи 2001 года составляло 60 человек.

## Географическое положение
Село Дачное находится на правом берегу реки Чаплина,
выше по течению на расстоянии в 7 км расположено село Хуторо-Чаплино,
ниже по течению примыкает село Видродження (Петропавловский район).
Река в этом месте пересыхает, на ней сделано несколько запруд.
Рядом проходит автомобильная дорога Т-0427.